# Annamaria Serturini
Annamaria Serturini (Alzano Lombardo, 13 maggio 1998) è una calciatrice italiana, centrocampista dell'Inter e della nazionale italiana.

## Biografia
Nel giugno del 2024 si è sposata con Giulia Rossi, diventando la prima calciatrice italiana a unirsi civilmente con una persona dello stesso sesso.

## Carriera

### Club
Cresce calcisticamente nelle giovanili del Brescia, dove è inserita nella formazione che partecipa al Campionato Primavera.
Le prestazioni offerte nelle competizioni giovanili convince la società e il tecnico Milena Bertolini a inserirla in rosa con la squadra titolare come riserva del reparto di centrocampo dalla stagione 2014-2015, facendo il suo debutto in Serie A, massimo livello del campionato italiano, l'8 novembre 2014, alla quinta giornata di campionato, nell'incontro vinto dal Brescia sulle avversarie del Pink Sport Time per 8-0, dove al 71' rileva la pari ruolo Valentina Cernoia partita titolare. Seppure alla sua prima stagione da "senior" Bertolini la impiega in due occasioni solo in campionato, Serturini condivide con le compagne la conquista della Coppa Italia, trofeo entrato nella bacheca della società per la seconda volta nella sua storia sportiva.

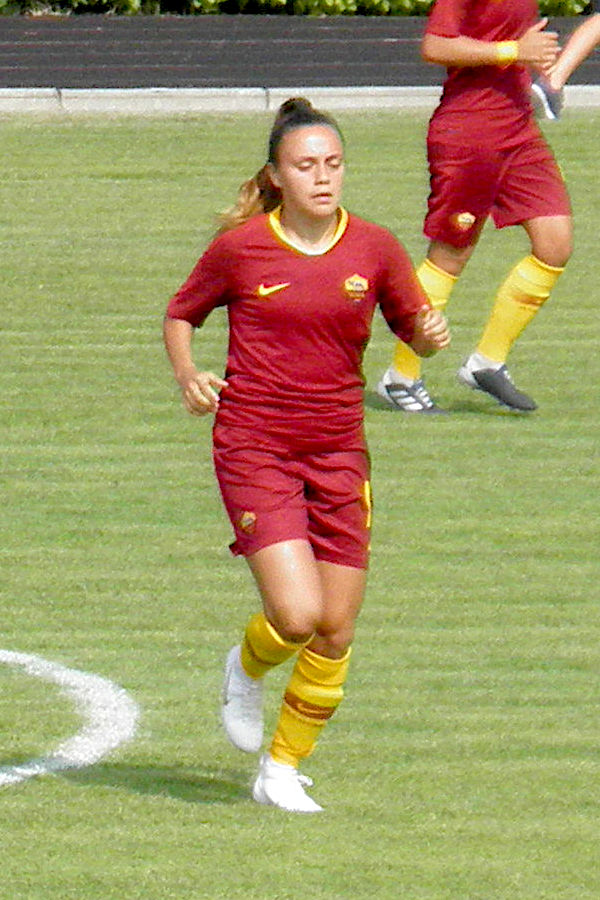
Serturini in azione con la maglia della, settembre 2018

A giudizio del tecnico dalla stagione successiva, benché nell'incontro di Supercoppa Seturnini non venga impiegata, acquista la maturità necessaria per essere impiegata con continuità, fiducia ripagata partendo titolare e realizzando il suo primo gol nonché prima doppietta in Serie A il 18 ottobre 2015, in occasione della prima giornata del campionato 2015-2016, nella partita vinta dal Brescia sul Vittorio Veneto per 6-0. Durante il campionato Bertolini la impiega complessivamente in 15 partite su 22, in 11 partendo dalla panchina, incontri in cui sigla anche 4 reti, oltre le due alle venete, una al Luserna nell'incontro della 2ª giornata vinto 7-1 dalle Leonesse e l'ultima alla 22ª e ultima giornata di campionato, chiudendo le marcature all'83' e fissando il risultato sull'8-0 per le lombarde sulla Riviera di Romagna. Durante la stagione ha anche l'occasione di debuttare per la prima volta in un incontro internazionale di club, durante l'edizione 2015-2016 della UEFA Women's Champions League, nell'incontro dell'11 novembre 2015 che vedono il Brescia vincere per 1-0 la prima sfida degli ottavi di finale con le danesi del Fortuna Hjørring. Al termine della stagione Serturini festeggia il primo treble Campionato-Coppa Italia-Supercoppa italiana conquistato dalla società.
La stagione 2016-2017 è l'ultima per la calciatrice. Bertolini continua a impiegarla spesso in turnover con altri elementi della squadra e al termine del campionato totalizzerà 13 presenze, delle quali 6 da titolare, andando a segno in tre incontri, con il Tavagnacco alla 6ª giornata, vittoria per 3-0, con il Como 2000 all'8ª giornata dove al 31' sigla la rete del definitivo 2-1 per il Brescia, e alla 22ª e ultima giornata, quella del parziale 3-0 sul Luserna (4-0). Al termine della stagione Serturini festeggia il double Campionato-Supercoppa italiana.
Nell'estate 2017 si trasferisce alla Pink Sport Time, società barese che ha appena riconquistato l'accesso alla Serie A dopo un anno in Serie B, per giocare con la squadra pugliese la stagione entrante, alternando le presenze sia con la squadra titolare che quella che partecipa al Campionato Primavera 2017-2018. Roberto D'Ermilio, tecnico della squadra titolare delle Pink Sport Time, la impiega in tutti i 22 incontri della stagione regolare più i due spareggi che devono determinare la salvezza della squadra. Durante la stagione è, assieme a Debora Novellino, la calciatrice più impiegata in assoluto, 24 presenze in campionato più le 5 in Coppa Italia, e con 9 reti totali, 4 in campionato e 5 in Coppa Italia, condivide con Romina Pinna la posizione di migliore realizzatrice della squadra.
Conclusa l'esperienza pugliese durante il calciomercato estivo 2018 sottoscrive un accordo con la neoistituita Roma, che si iscrive al campionato di Serie A 2018-2019 dopo aver rilevato il titolo sportivo della Res Roma. Alla guida del mister Betty Bavagnoli, Serturini scende in campo già dalla 1ª giornata di campionato della stagione, dove è autrice della rete su rigore che al 59' accorcia le distanze (2-1) con il Sassuolo, incontro poi terminato 3-2 per le emiliane.
Lungo la stagione 2022-2023, Serturini contribuisce alla vittoria della Supercoppa italiana e del campionato, primo titolo nazionale nella storia della Roma.
Il 1º febbraio 2024 viene ufficializzato il passaggio di Serturini all'Inter.

### Nazionale
Con le Azzurrine della nazionale italiana under 17 ha conquistato il terzo posto nel Campionato europeo di categoria 2014 ed il terzo posto nel Mondiale della Costa Rica.
Corradini la convoca in seguito anche nella formazione under 19 impegnata nelle qualificazioni all'edizione 2016 del campionato europeo di categoria. Con la maglia dell'U-19 il 17 settembre 2015 fa il suo debutto in una competizione ufficiale UEFA nella partita vinta per 11-0 sulle pari età di Cipro, siglando all'85' la rete del parziale 9-0.
Milena Bertolini, in vista della preparazione per il Mondiale di Francia 2019, la convoca nella nazionale maggiore in occasione dell'amichevole con il Cile, dove scende in campo negli ultimi minuti dell'incontro vinto dalle Azzurre per 2-1. Convocata per la Cyprus Cup 2019, esordisce nella seconda partita del girone contro l'Ungheria, entrando in campo all'inizio del secondo tempo e realizzando la sua prima rete in nazionale dopo dieci minuti.

## Statistiche

### Presenze e reti nei club
Statistiche aggiornate al 10 maggio 2025.
| Stagione        | Squadra         | Campionato      | Campionato | Campionato | Coppe nazionali | Coppe nazionali | Coppe nazionali | Coppe internazionali | Coppe internazionali | Coppe internazionali | Altre coppe | Altre coppe | Altre coppe | Totale | Totale |
| Stagione        | Squadra         | Comp            | Pres       | Reti       | Comp            | Pres            | Reti            | Comp                 | Pres                 | Reti                 | Comp        | Pres        | Reti        | Pres   | Reti   |
| --------------- | --------------- | --------------- | ---------- | ---------- | --------------- | --------------- | --------------- | -------------------- | -------------------- | -------------------- | ----------- | ----------- | ----------- | ------ | ------ |
| 2014-2015       | Brescia         | A               | 2          | 0          | CI              | 0               | 0               | UWCL                 | -                    | -                    | SI          | -           | -           | 2      | 0      |
| 2015-2016       | Brescia         | A               | 16         | 4          | CI              | 2               | 0               | UWCL                 | 1                    | 0                    | SI          | 0           | 0           | 19     | 4      |
| 2016-2017       | Brescia         | A               | 13         | 3          | CI              | 2               | 0               | UWCL                 | 2                    | 0                    | SI          | 0           | 0           | 17     | 3      |
| Totale Brescia  | Totale Brescia  | Totale Brescia  | 31         | 7          |                 | 4               | 0               |                      | 3                    | 0                    |             | 0           | 0           | 38     | 7      |
| 2017-2018       | Pink Sport Time | A               | 22+2       | 4          | CI              | 5               | 5               | -                    | -                    | -                    | -           | -           | -           | 29     | 9      |
| 2018-2019       | Roma            | A               | 22         | 11         | CI              | 5               | 2               | -                    | -                    | -                    | -           | -           | -           | 27     | 13     |
| 2019-2020       | Roma            | A               | 16         | 4          | CI              | 2               | 1               | -                    | -                    | -                    | -           | -           | -           | 18     | 5      |
| 2020-2021       | Roma            | A               | 22         | 9          | CI              | 7               | 3               | -                    | -                    | -                    | SI          | 1           | 0           | 30     | 12     |
| 2021-2022       | Roma            | A               | 19         | 6          | CI              | 6               | 0               | -                    | -                    | -                    | SI          | 1           | 0           | 26     | 6      |
| 2022-2023       | Roma            | A               | 23         | 3          | CI              | 6               | 0               | UWCL                 | 10                   | 2                    | SI          | 1           | 0           | 40     | 5      |
| 2023-gen. 2024  | Roma            | A               | 8          | 0          | CI              | 1               | 0               | UWCL                 | 5                    | 0                    | SI          | 1           | 0           | 15     | 0      |
| Totale Roma     | Totale Roma     | Totale Roma     | 134        | 37         |                 | 32              | 11              |                      | 15                   | 2                    |             | 4           | 0           | 185    | 50     |
| gen.-giu. 2024  | Inter           | A               | 7          | 4          | CI              | 1               | 0               |                      | -                    | -                    | -           | -           | -           | 8      | 4      |
| 2024-2025       | Inter           | A               | 23         | 4          | CI              | 2               | 0               |                      | -                    | -                    | -           | -           | -           | 25     | 4      |
| Totale Inter    | Totale Inter    | Totale Inter    | 30         | 8          |                 | 3               | 0               | -                    | -                    | -                    | -           | -           | -           | 33     | 8      |
| Totale carriera | Totale carriera | Totale carriera | 195        | 54         |                 | 39              | 11              |                      | 18                   | 2                    |             | 4           | 0           | 256    | 65     |

### Cronologia presenze e reti in nazionale
| Cronologia completa delle presenze e delle reti in nazionale ― Italia | Cronologia completa delle presenze e delle reti in nazionale ― Italia | Cronologia completa delle presenze e delle reti in nazionale ― Italia | Cronologia completa delle presenze e delle reti in nazionale ― Italia | Cronologia completa delle presenze e delle reti in nazionale ― Italia | Cronologia completa delle presenze e delle reti in nazionale ― Italia | Cronologia completa delle presenze e delle reti in nazionale ― Italia | Cronologia completa delle presenze e delle reti in nazionale ― Italia |
| Data                                                                  | Città                                                                 | In casa                                                               | Risultato                                                             | Ospiti                                                                | Competizione                                                          | Reti                                                                  | Note                                                                  |
| --------------------------------------------------------------------- | --------------------------------------------------------------------- | --------------------------------------------------------------------- | --------------------------------------------------------------------- | --------------------------------------------------------------------- | --------------------------------------------------------------------- | --------------------------------------------------------------------- | --------------------------------------------------------------------- |
| 18-1-2019                                                             | Empoli                                                                | Italia                                                                | 2 – 1                                                                 | Cile                                                                  | Amichevole                                                            | -                                                                     | 90+4’                                                                 |
| 1-3-2019                                                              | Larnaca                                                               | Ungheria                                                              | 0 – 3                                                                 | Italia                                                                | Cyprus Cup 2019 - 1º turno                                            | 1                                                                     | 46’                                                                   |
| 4-3-2019                                                              | Larnaca                                                               | Italia                                                                | 4 – 1                                                                 | Thailandia                                                            | Cyprus Cup 2019 - 1º turno                                            | -                                                                     | 57’                                                                   |
| 6-3-2019                                                              | Larnaca                                                               | Corea del Nord                                                        | 3 – 3 dts (7-6 dtr)                                                   | Italia                                                                | Cyprus Cup 2019 - finale 1º/2º posto                                  | -                                                                     | 90+4’                                                                 |
| 5-4-2019                                                              | Lublino                                                               | Polonia                                                               | 1 – 1                                                                 | Italia                                                                | Amichevole                                                            | -                                                                     | 81’                                                                   |
| 9-4-2019                                                              | Reggio Emilia                                                         | Italia                                                                | 2 – 1                                                                 | Irlanda                                                               | Amichevole                                                            | -                                                                     | 83’                                                                   |
| 29-6-2019                                                             | Valenciennes                                                          | Italia                                                                | 0 – 2                                                                 | Paesi Bassi                                                           | Mondiali 2019 - Quarti di finale                                      | -                                                                     | 75’                                                                   |
| 29-8-2019                                                             | Ramat Gan                                                             | Israele                                                               | 2 – 3                                                                 | Italia                                                                | Qual. Euro 2022                                                       | -                                                                     | 56’                                                                   |
| 3-9-2019                                                              | Tbilisi                                                               | Georgia                                                               | 0 – 1                                                                 | Italia                                                                | Qual. Euro 2022                                                       | -                                                                     | 46’                                                                   |
| 10-4-2021                                                             | Firenze                                                               | Italia                                                                | 1 – 0                                                                 | Islanda                                                               | Amichevole                                                            | -                                                                     | 56’                                                                   |
| 13-4-2021                                                             | Firenze                                                               | Italia                                                                | 1 – 0                                                                 | Islanda                                                               | Amichevole                                                            | -                                                                     | 79’                                                                   |
| 10-6-2021                                                             | Ferrara                                                               | Italia                                                                | 1 – 0                                                                 | Paesi Bassi                                                           | Amichevole                                                            | -                                                                     | 60’                                                                   |
| 14-6-2021                                                             | Wiener Neustadt                                                       | Austria                                                               | 2 – 3                                                                 | Italia                                                                | Amichevole                                                            | -                                                                     | 79’                                                                   |
| 17-9-2021                                                             | Trieste                                                               | Italia                                                                | 3 – 0                                                                 | Moldavia                                                              | Qual. Mondiali 2023                                                   | -                                                                     | 58’                                                                   |
| 26-11-2021                                                            | Palermo                                                               | Italia                                                                | 1 – 2                                                                 | Svizzera                                                              | Qual. Mondiali 2023                                                   | -                                                                     | 54’                                                                   |
| 30-11-2021                                                            | Mogoșoaia                                                             | Romania                                                               | 0 – 5                                                                 | Italia                                                                | Qual. Mondiali 2023                                                   | -                                                                     | 89’                                                                   |
| 16-2-2022                                                             | Lagos                                                                 | Danimarca                                                             | 0 – 1                                                                 | Italia                                                                | Algarve Cup 2022 - 1º turno                                           | -                                                                     | 62’                                                                   |
| 20-2-2022                                                             | Faro                                                                  | Italia                                                                | 2 – 1                                                                 | Norvegia                                                              | Algarve Cup 2022 - 1º turno                                           | -                                                                     | 78’                                                                   |
| 23-2-2022                                                             | Lagos                                                                 | Svezia                                                                | 1 – 1 (6 - 5 dtr)                                                     | Italia                                                                | Algarve Cup 2022 - Finale                                             | -                                                                     | 56’                                                                   |
| 19-2-2023                                                             | Coventry                                                              | Inghilterra                                                           | 2 – 1                                                                 | Italia                                                                | Arnold Clark Cup 2023                                                 | -                                                                     | 79’                                                                   |
| 22-2-2023                                                             | Bristol                                                               | Corea del Sud                                                         | 1 – 2                                                                 | Italia                                                                | Arnold Clark Cup 2023                                                 | -                                                                     | 66’                                                                   |
| 1-7-2023                                                              | Ferrara                                                               | Italia                                                                | 0 – 0                                                                 | Marocco                                                               | Amichevole                                                            | -                                                                     | 57’                                                                   |
| 14-7-2023                                                             | Auckland                                                              | Nuova Zelanda                                                         | 0 – 1                                                                 | Italia                                                                | Amichevole                                                            | -                                                                     | 55’                                                                   |
| 29-7-2023                                                             | Wellington                                                            | Svezia                                                                | 5 – 0                                                                 | Italia                                                                | Mondiali 2023 - Fase a gironi                                         | -                                                                     | 59’                                                                   |
| 22-9-2023                                                             | San Gallo                                                             | Svizzera                                                              | 0 – 1                                                                 | Italia                                                                | UEFA Women's Nations League 2023-2024 - Fase a gironi                 | -                                                                     | 86’                                                                   |
| 27-2-2024                                                             | Algeciras                                                             | Inghilterra                                                           | 5 – 1                                                                 | Italia                                                                | Amichevole                                                            | -                                                                     | 70’                                                                   |
| 21-2-2025                                                             | Monza                                                                 | Italia                                                                | 1 – 0                                                                 | Galles                                                                | UEFA Women's Nations League 2025 - Fase a gironi                      | -                                                                     | 85’                                                                   |
| 4-4-2025                                                              | Solna                                                                 | Svezia                                                                | 3 – 2                                                                 | Italia                                                                | UEFA Women's Nations League 2025 - Fase a gironi                      | -                                                                     | 64’                                                                   |
| 8-4-2025                                                              | Herning                                                               | Danimarca                                                             | 0 – 3                                                                 | Italia                                                                | UEFA Women's Nations League 2025 - Fase a gironi                      | -                                                                     |                                                                       |
| 30-5-2025                                                             | Parma                                                                 | Italia                                                                | 0 – 0                                                                 | Svezia                                                                | UEFA Women's Nations League 2025 - Fase a gironi                      | -                                                                     | 58’ 77’                                                               |
| 11-7-2025                                                             | Berna                                                                 | Italia                                                                | 1 – 3                                                                 | Spagna                                                                | Euro 2025 - Fase a gironi                                             | -                                                                     | 77’                                                                   |
| Totale                                                                |                                                                       | Presenze                                                              | 31                                                                    |                                                                       | Reti                                                                  | 1                                                                     |                                                                       |

## Palmarès

### Club

#### Competizioni giovanili
- Campionato Primavera: 1

Pink Sport Time: 2017-2018

#### Competizioni nazionali
- Coppa Italia: 3

Brescia: 2014-2015, 2015-2016
Roma: 2020-2021
- Supercoppa italiana: 3

Brescia: 2015, 2016
Roma: 2022
- Campionato italiano: 2

Brescia: 2015-2016
Roma: 2022-2023

### Individuale
- Gran Galà del calcio AIC: 1

Squadra dell'anno: 2021